# Нижегородский радиотелецентр РТРС
Нижегородский областной радиотелевизионный передающий центр (Нижегородский радиотелецентр РТРС, филиал РТРС «Нижегородский ОРТПЦ») — подразделение Российской телевизионной и радиовещательной сети, основной оператор эфирного цифрового и аналогового телевизионного и радиовещания в Нижегородской области, единственный исполнитель мероприятий по строительству цифровой эфирной телесети в Нижегородской области в соответствии с федеральной целевой программой «Развитие телерадиовещания в Российской Федерации на 2009—2018 годы».
Нижегородский радиотелецентр РТРС обеспечивает 98,4 % жителей Нижегородской области 20-ю обязательными общедоступными телеканалами и тремя радиостанциями в стандарте DVB-T2, входящими в состав первого и второго мультиплексов цифрового эфирного телевидения, способствует развитию мобильной связи. Эфирную трансляцию в регионе обеспечивают 43 радиотелевизионные станции.
До перехода на цифровое эфирное телевидение в районах Нижегородской области можно было принимать в среднем пять аналоговых программ.

## История

### На рубеже XIX—XX веков
История радио неразрывно связана с Нижним Новгородом. Именно здесь А. С. Попов, работавший в 1889—1897 годах на Нижегородской Ярмарке, в 1896 году на проводившейся здесь XVI Всероссийской промышленной и художественной выставке демонстрировал в сельскохозяйственном отделе выставки (в подотделе метеорологии) свой «Прибор для записи электрических разрядов в атмосфере».
25 апреля (7 мая по новому стилю) 1895 года на заседании Русского физико-химического общества (РФХО) Попов продемонстрировал работу приёмника электромагнитных волн, названного им в статье в журнале РФХО в январе 1896 года «прибором для обнаружения и регистрирования электрических колебаний». С 1945 года 7 мая стало датой празднования Дня радио.
В августе 1918 года в Нижний Новгород из Твери переехала Радиолаборатория — первый отечественный научно-производственный центр по разработкам в области радиосвязи.
27 февраля 1919 года из стен Нижегородской радиолаборатории в радиоэфире вместо привычных сигналов азбуки Морзе прозвучал русский голос: «Алло, алло. Говорит Нижегородская радиолаборатория».
15 января 1920 года состоялся опытный сеанс связи с Москвой из здания Нижегородской радиолаборатории. Сигналы из Нижнего Новгорода прошли более 500 вёрст: передача принималась не только в Москве, но и в других регионах. Из многих мест пришли телеграммы: «Слышали человеческий голос по радио. Откуда? Объясните!».
В 1922 году радиотелескоп, разработанный М. А. Бонч-Бруевичем в Нижегородской радиолаборатории, положил начало развитию телевидения. Прибор хоть и не имел практического применения, но именно в нём был реализован один из основных принципов телевидения: разложение изображения на отдельные элементы для последовательной их передачи на расстояние.
Новый этап в развитии нижегородского радиовещания начался в 1932 году. Именно тогда на Конном проезде, на месте бывшего городского ипподрома, была построена мощная радиовещательная станция «РВ-42 им. Максима Горького». Запуск «РВ-42» позволил горожанам и жителям области повсеместно принимать радиосигнал и регулярно узнавать главные новости о жизни страны. В годы Великой Отечественной войны первая радиовещательная станция передавала оперативные сводки Информбюро и сигналы воздушной тревоги, обеспечивая безопасность населения. «РВ-42» мощностью 10 кВт заменила менее мощный — всего 1,2 кВт — передатчик, установленный в Нижегородской радиолаборатории. Аутентичная часть «РВ-42» — 100-метровая радиомачта, построенная из железнодорожных рельсов, входит в инфраструктуру региональной телерадиосети Нижегородского филиала РТРС, используется для радиовещания.

### Начало 1950-х годов
Регулярное эфирное телевещание в Горьком (Нижнем Новгороде и с 1990 годов) началось уже после Великой Отечественной войны — со строительством Горьковского малого телевизионного центра. Основателями нижегородского телевидения стали энтузиасты — офицеры Горьковского высшего зенитно-ракетного училища. 30 апреля 1953 года они под руководством своего командира, начальника училища, полковника Л. Н. Пирогова, завершили возведение 40-метровой телевизионной мачты с трёхъярусной передающей антенной.
11 мая 1953 года в эфир вышла первая телепередача. Так начал работу первый телецентр города — Горьковский малый телевизионный центр, ставший четвёртым в стране. Его передачи можно было принимать не только в Горьком, но и в Городце, Дзержинске, Кстове и других городах области. Первые телепередачи представляли собой трансляцию кинофильмов.
Горьковский малый телевизионный центр проработал более четырёх лет, а после введения в эксплуатацию типового телецентра долгое время выполнял роль резервного телецентра города.

### 1955—2001 годы
В 1955 году в Горьком началось строительство мощного типового радиотелецентра. Для его возведения была выбрана самая высокая точка города — место на пересечении улиц Белинского и Пушкина, что обеспечивало оптимальные условия для распространения и приёма эфирного сигнала. Ранее на этой территории находился зверинец. Именно на этой площадке предстояло построить телевизионную башню и здания аппаратно-студийного комплекса. В сентябре 1957 года аппаратно-студийный комплекс строящегося телецентра введён в эксплуатацию.
29 сентября 1957 года из стен мощного типового телецентра в эфир вышла первая передача. На экранах телевизоров появилась диктор З. А. Ермолова, которая объявила: «Дорогие телезрители! Начинаем пробную передачу из типового телевизионного центра. Смотрите фильм „Деньги“».
7 ноября 1957 года прошла пробная передача телевизионного сигнала из Москвы. Транслировалась ноябрьская демонстрация на Красной площади. Передача телевизионного сигнала из Москвы осуществлялась через самолёт-ретранслятор «Ли-2РТ», барражировавший в районе Владимира. Он принимал сигнал из Москвы и ретранслировал его в Горький. Опыт показал, что регулярное телевещание на основе таких ретрансляторов построить невозможно, и необходимо создание наземной радиорелейной линии передачи телевизионного сигнала из Москвы в Горький.
31 декабря 1957 года принята в эксплуатацию первая очередь Горьковского телевизионного центра Министерства связи РСФСР.
16 апреля 1961 года начался пробный приём передач центрального телевидения. Вещание велось утром и вечером по временной радиорелейной линии связи. В 1965 году в эфире появилась вторая программа Горьковского телевидения: после реконструкции радиорелейной линии началась регулярная трансляция передач из Москвы.
В октябре 1967 года горьковчане одними из первых в стране увидели телевидение «в цвете». В 1970—1980 годах Горьковский телецентр транслировал три телевизионные и три радиопрограммы.
В 1971 году из состава Горьковского телецентра выделена Горьковская областная радиотелевизионная передающая станция (ОРПС) и переподчинена Горьковскому областному производственно-техническому управлению связи (ГОПТУС). ОРПС предписывалось обслуживание УКВ телевизионных станций, МВ-ЧМ радиостанций и телевизионных ретрансляторов малой мощности. В сентябре 1973 года Горьковская ОРПС переименована в Горьковской областной радиотелевизионный передающий центр (ОРТЦ).
В 1982 году на территории действующего телецентра построен новый телевизионный комплекс, состоящий из семиэтажного редакционно-административного здания и съёмочного павильона площадью 450 квадратных метров.
В 1990-х годах активно развивалось региональное вещание. В этот период городу Горький было возвращено историческое название Нижний Новгород.
В октябре 1992 года Нижегородский телецентр был выделен из состава государственных предприятий связи приказом министра связи РФ и стал самостоятельным предприятием «Нижегородский областной радиотелевизионный передающий центр» с непосредственным подчинением Министерству связи Российской Федерации.
Новое самостоятельное предприятие начало трансляцию региональных программ: образованной 3 сентября 1992 года Нижегородской объединённой государственной телерадиокомпании «Нижний Новгород» (ГТРК «Нижний Новгород») и образованного 11 сентября 1992 года регионального канала — «Нижний Новгород ТВ» (ННТВ) на 4 ТВК.
2 сентября 1998 года Нижегородский телецентр стал филиалом ВГТРК «Нижегородский ОРТПЦ». В 2001 году с образованием Российской телевизионной и радиовещательной сети (РТРС) Нижегородский ОРТПЦ вошёл в её состав, став одним из 77 филиалов.

### Строительство региональной сети вещания
Строительство мощного типового телецентра стало отправной точкой для развития региональной сети вещания. В районах области начали появляться радиотелевизионные передающие станции, увеличивалось количество транслируемых телевизионных и радиоканалов.
С 1960 по 1998 в районах области появилась 21 радиотелевизионная станция, в том числе шесть крупных станций.
- В 1964 году введена в эксплуатацию радиотелевизионная станция в Арзамасе[49][50][51]. Постоянно увеличивая количество транслируемых телеканалов, Арзамас к моменту перехода на цифровое эфирное вещание был лидером среди малых городов России по количеству аналоговых программ[52][53].
- В 1962 году началось эфирное телевещание в Выксе, а в 1978 году была построена новая радиотелевизионная мачта в посёлке Виля, что позволило существенно увеличить зону вещания, охватив сигналом Навашино и Кулебаки[54].
- В 1971 году радиотелевизионные станции построены в Шахунье[55] и Красных Баках[56].
- В 1974 году радиотелевизионная станция появилась в Сергаче.
- В 1991 году в Лукоянове построена телевизионная мачта. Это самое высокое антенно-мачтовое сооружение в Нижегородской области, её высота — 250 метров[57].
- Последним объектом нижегородской телесети, построенным до перехода на цифровое эфирное телевидение, стал радиотелевизионный передающий центр в Сарове. Он введён в эксплуатацию в 2012 году. С 1955 по 2012 годы вещание велось с колокольни храма Иоанна Предтечи Свято-Успенского мужского монастыря (Саровской пустыни). Известен монастырь как место, где подвизался Преподобный Серафим Саровский — почитаемый православный подвижник и святой[58][59][60].

До внедрения цифрового эфирного телевидения Нижний Новгород по количеству аналоговых каналов в эфире обгонял Москву и Санкт-Петербург.
Населению районов области было доступно в среднем пять аналоговых программ — больше, чем в среднем по России: до 2010 года почти половина жителей страны могла принимать не более 4 программ в аналоговом формате.

## Деятельность

### Развитие аналоговой телесети
В 2001 году Нижегородский областной радиотелевизионный передающий центр вошел в состав РТРС, единого оператора эфирного телерадиовещания, образованного Указом Президента Российской Федерации от 13.08.2001 № 1031 и объединившего 78 республиканских, краевых и областных радиотелепередающих центров страны.
В 2007 году филиал РТРС «Нижегородский ОРТПЦ» в соответствии с областной целевой программой «Нижегородской цифровое телерадиовещание в каждый дом» построил земную станцию спутниковой связи. Ее ввод в эксплуатацию позволил увеличить зону охвата телеканала «Россия 1» и региональных программ ГТРК «Нижний Новгород» («Вести-Приволжье» и др.) с 90 % до 99 %, регионального телеканала ННТВ — с 84 % до 95 % жителей региона.
В 2008 году нижегородский филиал РТРС ввел в эксплуатацию сеть вещания телеканала «Спорт». Принимать программы канала могли более половины жителей региона — население Арзамасского, Краснобаковского, Сергачского, Лукояновского и других районов.
В 2009 году нижегородский филиал РТРС первым из телецентров России запустил справочно-информационный сервис для населения по вопросам эфирного вещания «Служба 2015».
В 2007—2012 годах нижегородский филиал РТРС вел строительство радиотелевизионной передающей станции в Сарове. Строительство телецентра позволило освободить от вещательного оборудования колокольню храма Иоанна Предтечи Свято-Успенского мужского монастыря-Саровской пустыни, выполнявшую на протяжении более 50 лет роль телебашни.

### Перевод региональной сети вещания на цифровой формат
В 2009—2018 годах основным направлением деятельности Нижегородского радиотелецентра РТРС стал перевод региональных сетей эфирного вещания с аналогового на цифровой формат.
3 декабря 2009 года постановлением Правительства Российской Федерации № 985 была утверждена федеральная целевая программа (ФЦП), которая определила этапы и сроки реализации перехода страны на цифровые технологии в телевещании и единственного исполнителя мероприятий по строительству цифровой эфирной телесети, которым был назначен РТРС.
В 2012—2015 годах нижегородский филиал РТРС создал региональный сегмент цифровой телесети из 43 радиотелевизионных станций и запустил на всех объектах вещание первого мультиплекса. 10 общероссийских обязательных общедоступных теле- и 3 радиоканала стали доступны 98,4 % жителей Нижегородской области. В Нижнем Новгороде трансляция первого мультиплекса началась 20 февраля 2013 года. Одновременно был открыт Центр консультационной поддержки населения по переходу на цифровое эфирное телевидение (ЦКП). Областной центр опередил Саров, запустивший вещание первого мультиплекса на новом телецентре в октябре 2012 года.
В июле 2017 года нижегородский филиал РТРС начал трансляцию региональных программ ГТРК «Нижний Новгород» на каналах «Россия 1», «Россия 24» и «Радио России» в составе первого мультиплекса цифрового эфирного телевидения.
Параллельно со строительством сети первого мультиплекса филиал запускал трансляцию второго мультиплекса цифрового эфирного телевидения с действующих объектов сети. В 2014 году начата трансляция с радиотелевизионных станций в Сарове и Павлове, в 2015 году — в Нижнем Новгороде, Выксе и Арзамасе.
22 ноября 2018 года нижегородский филиал РТРС начал трансляцию второго мультиплекса на 15 радиотелевизионных станциях юга области.
27 ноября 2018 года нижегородский филиал РТРС запустил трансляцию второго мультиплекса с 14 радиотелевизионных станций на севере области.
В декабре 2018 года запуск цифрового эфирного телевидения в регионе полностью завершился. Филиал начал трансляцию второго мультиплекса со всех 43 радиотелевизионных станций, благодаря чему доступ к 20 общероссийским обязательным телеканалам получили более 98 % жителей области.
Во время перехода на цифровое эфирное телевидение нижегородский филиал РТРС при поддержке регионального правительства проводил информационно-разъяснительную кампанию для населения. Совместный информационный проект нижегородского филиала, Правительства Нижегородской области и ГТРК «Нижний Новгород» «Цифровая мобилизация» стал финалистом, а затем и победителем регионального этапа премии «Серебряный лучник».
3 июня 2019 года вещание федеральных каналов в аналоговом формате в Нижегородской области прекратилось. Нижегородский радиотелецентр РТРС продолжил транслировать в аналоговом формате только региональные и муниципальные телеканалы, не попавшие в «цифровую двадцатку».
С 29 ноября 2019 года нижегородский филиал РТРС транслирует региональные блоки еще на одном федеральном канале в составе первого мультиплекса цифрового эфирного телевидения: программы телекомпании «Волга» в эфире «Общественного телевидения России» доступны жителям региона ежедневно с 6 до 8 и с 17 до 19 часов. Обязательные к распространению региональные каналы (так называемые каналы «21 кнопки», в число которых входит и «Волга») получили возможность вещания в первом цифровом мультиплексе на канале «Общественное телевидения России» в соответствии с федеральным решением.
Директор нижегородского филиала РТРС Михаил Небольсин удостоен медалей ордена «За заслуги перед Отечеством» I и II степеней «За большой вклад в реализацию проекта по переходу Российской Федерации на цифровой формат телевещания».

### Развитие региональной сети радиовещания ВГТРК
Нижегородский филиал РТРС создает в регионе сеть вещания радиостанций «Радио России», «Маяк» и «Вести ФМ». Это часть совместной программы РТРС и ВГТРК по развитию радиовещания. В 2016—2020 годах в 6 населенных пунктах Нижегородской области начата трансляция «Радио России» в FM-диапазоне, в Нижнем Новгороде — «Радио России», «Маяк» и «Вести FM».
В 2021 году вторым пунктом вещания радио «Маяк» и «Вести FM» в регионе стала радиотелевизионная станция «Арзамас». Принимать сигнал этих радиостанций могут более 60% жителей Нижегородской области. Также в 2021 году региональная сеть FM-трансляции «Радио России» увеличена до 10 передатчиков, благодаря чему эфир радиостанции охватывает более 80% жителей Нижегородской области 

### Развитие радиовещания в Нижнем Новгороде
В апреле—мае 2021 года к 800-летию Нижнего Новгорода региональный филиал РТРС модернизировал систему радиовещания на нижегородской телебашне, что позволило обеспечить всем радиостанциям города современное качество и надежность трансляции в сочетании с оптимальными условиями распространения сигнала. В ходе перевооружения вещательного комплекса обновлено передающее оборудование и технические каналы доставки сигнала на телебашню.

## Организация вещания
РТРС транслирует в Нижегородской области:
- в цифровом формате: 20 телеканалов и три радиостанции,
- в аналоговом формате: 14 телеканалов (6 федеральных, 2 региональных и 6 муниципальных) и 32 радиостанции.

Инфраструктура эфирного телевещания РТРС в Нижегородской области включает:
- 43 радиотелевизионные станции,
- 2 земные станции спутниковой связи.

## Светящиеся телебашни Нижегородской области

### «Огни родных городов»
В 2009 году Нижегородский филиал РТРС приступил к реализации собственного инвестиционного проекта «Огни родных городов», предполагающего установку систем освещения на антенно-мачтовых сооружения в крупных городах области. Первым региональным объектом стала телебашня в Арзамасе, на которой праздничная иллюминация запущена в октябре 2009 года к 50-летию телевещания в городе.
В 2013 году иллюминацию смонтировали на телебашне в Сарове.
Также праздничная подсветка появилась на телебашнях в Павлово и Городце.

### Подсветка телебашни в Нижнем Новгороде
К ЧМ-2018 РТРС установил на телебашне в Нижнем Новгороде современную систему архитектурно-художественной подсветки, которая заменила устаревшую однотонную иллюминацию. Старт работе новой подсветки в преддверии мундиаля дали Губернатор Нижегородской области Глеб Никитин и Генеральный директор РТРС Андрей Романченко 6 июня 2018 года. В день открытия на телебашне прошел световой парад флагов стран-участниц мундиаля, а также мультимедийное шоу «Первая поющая телебашня»: подсветка работала как гигантский «эквалайзер» в такт музыкальным композициям «Авторадио-Нижний Новгород».
Благодаря оригинальной концепции освещения — «поясу» из прожекторов по периметру площадки на высоте 140 метров, дополняющему пиксельное световое панно на гранях — телебашню называют «Волго-Окским маяком».
В 2021 году к 800-летию Нижнего Новгорода города РТРС модернизировал подсветку на высотной доминанте города, заменив пиксельные светильники на гранях башни на более совершенные образцы приборов, что позволило улучшить цветопередачу и повысить качество транслируемых изображений.
Архитектурно-художественная подсветка нижегородской телебашни сопровождает федеральные и региональные праздники, крупные фестивали и форумы. Также иллюминация включается в дни проведения спортивных мероприятий различного уровня (в том числе домашних матчей ХК «Торпедо», баскетбольного клуба «Нижний Новгород», футбольного клуба «Нижний Новгород»), в честь памятных дат, в поддержку всероссийских и региональных социальных акций (например, «Свет сердца» в поддержку медицинских работников).
«Волна памяти» — совестный проект с ГТРК «Нижний Новгород» ко Дню Великой Победы — стал победителем фестиваля «Щит России», а световые шоу на телебашне в честь иностранных делегаций, организованные совместно с Департаментом внешний связей Правительства Нижегородской области, удостоены Национальной премии в области протокола и этикета 2020−2021.

### «Башня света»
В марте 2021 года РТРС запустил в Нижнем Новгороде мобильное приложение «Башня света» для заказа частных световых поздравлений на телебашне. Столица Приволжья стала первым городом, в котором любой желающий может с помощью смартфона запустить на телебашне тематическую видеооткрытку в честь своего личного повода. С июля 2021 года РТРС начал включать в мобильное приложение «Башня света» телебашни региональных центров России.